# Nimbu Pani
El Nimbu Pani es una  bebida típica de la India que suele utilizarse para acompañar las comidas.  Es un tipo de Limonada que contiene Agua de Rosas.

## Marcas comerciales
Conscientes de la enorme popularidad de la bebida, diversas compañías han desarrollado versiones comerciales de la misma:
- En el año 2009 Parlé Agro lanzó una versión de Nimbu Pani que denominó LMN
- También en el año 2009 la división india de PepsiCo lanzó una marca comercial de la bebida con el nombre de Nimbooz.
- En el año 2010 Coca Cola desarrolló su propia marca: Minute Maid Nimbu Fresh